# Agastache cana
Agastache cana är en kransblommig växtart som först beskrevs av William Jackson Hooker, och fick sitt nu gällande namn av Elmer Ottis Wooton och Paul Carpenter Standley. Agastache cana ingår i släktet anisisopar, och familjen kransblommiga växter. Inga underarter finns listade i Catalogue of Life.